# Torthorwald Cruck Cottage

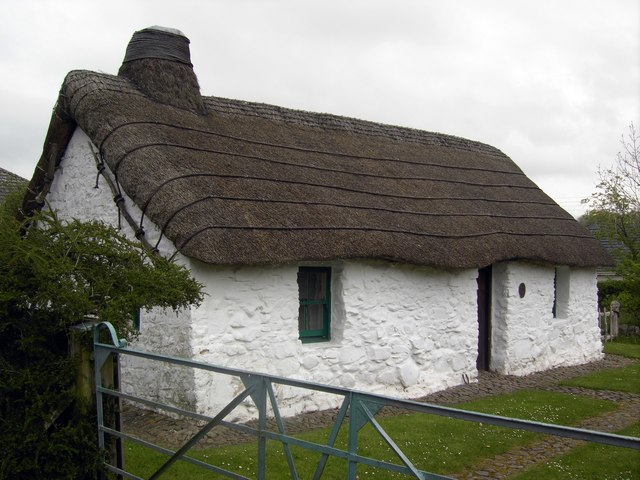
Torthorwald Cruck Cottage

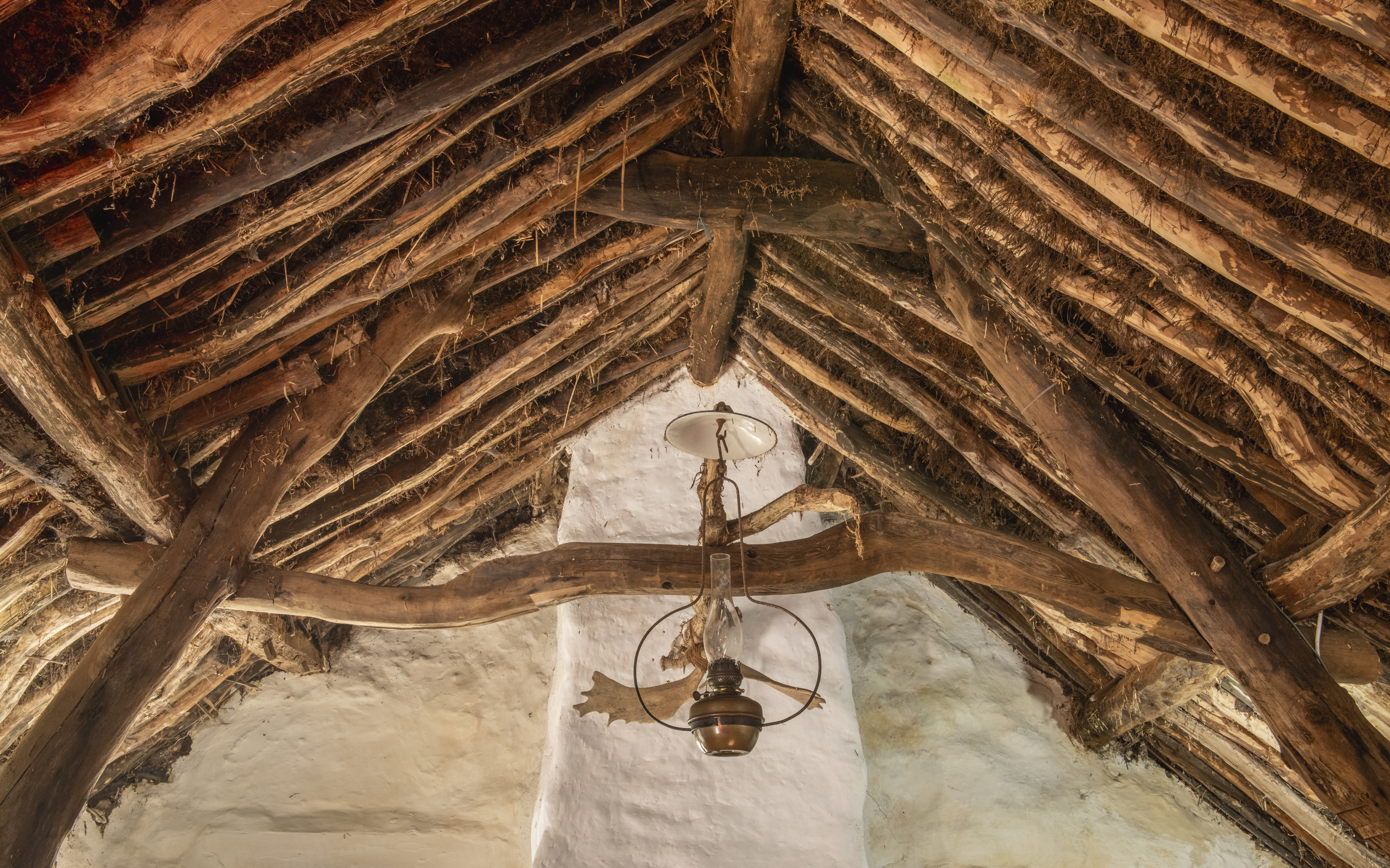
Dachkonstruktion

Das Torthorwald Cruck Cottage ist ein Wohngebäude in der schottischen Ortschaft Torthorwald in der Council Area Dumfries and Galloway. 1971 wurde das Bauwerk in die schottischen Denkmallisten in der höchsten Denkmalkategorie A aufgenommen. Ein weiteres Exemplar dieser selten erhaltenen traditionellen Cottages der Crofter ist das Kirkhill Cruck Cottage.

## Beschreibung
Das Gebäude weist eine Grundfläche von 10,54 m × 5,41 m auf. Es wurde vermutlich in der ersten Hälfte des 19. Jahrhunderts weitgehend neu aufgebaut. Nach einem Brand im Jahre 1956 wurde es vier Jahre später restauriert. Torthorwald Cruck Cottage an einer Nebenstraße nahe dem Zentrum der kleinen Ortschaft Torthorwald gelegen. Das etwa 66 cm mächtige Mauerwerk des Cottage besteht aus Bruchstein und ist gekalkt. Zwei tiefliegende, vierteilige Sprossenfenster flankieren die Eingangstüre an der Südwestfront. Eine weitere Türe befindet sich an der Gebäuderückseite. Beide Stirnseiten sind mit einzelnen Fenstern ausgestattet. Das Cottage schließt mit einem Reetdach.
Drei gebogene Eichenholzstreben (Crucks) spannen das Dachgewölbe auf. Die äußeren Streben sind in einem Abstand von 1,78 m von den Außenmauern fixiert sowie in Abständen von 2,74 m zur zentralen Strebe. Die Spannweiten variieren je nach Mächtigkeit des Mauerwerks zwischen 3,96 und 4,19 m. Die Konstruktion liegt frei. Ehemalige Unterteilungen wurden aus dem Innenraum entfernt.